# Neognathae
Neognathae (Carinatae, ptice letačice, neognate) su infrarazred ptica koje zajedno s paleognatama, čine podrazred Neornithes ili suvremene ptice. Postoji oko 10 000 vrsta neognata koje su podijeljene na dva nadreda Galloanserae i Neoaves
Najvažnije obilježje po kojem se ptice iz ova dva nadreda razlikuju je građa njihovog nepca. Osim te, ne postoji nikakva druga posebno izražena razlika između Paleo- i Neognathae. Tako i u skupini Neognathae postoje neletači, kao što su pingvini, kakapu iz reda papiga ili kagu, ptica iz reda ždralovki. Najveća ptica iz ove skupine je andski kondor, ptica iz porodice američkih strvinara, duga je i do 1,30 metara, a raspon krila može biti čak do 3,20 metara. Ovaj pogled na sistematiku ptica novija istraživanja mitohondrijskog DNK
Najstariji nađeni fosili neognata potječu iz kasne krede, prije oko 70 milijuna godina. Već ime neo- sugerira tradicionalni pogled, da su se one razvile iz paleognata. No, ovaj pogled na sistematiku ptica prema kojem se prvo razdvajanje ptica odvilo upravo između ove dvije skupine, dovode u pitanje novija istraživanja mitohondrijskog DNK. Rezultati sugeriraju, da su se vrapčarke prve odvojile od svih drugih ptica, još u vrijeme rane krede, prije oko 110 milijuna godina. Ovaj pogled otvara pretpostavku, da su svojstva neognata prvobitna, dok su svojstva nepca paleognata vjerojatno neotenija, zadržavanje osobine mlade životinje i u odrasloj fazi. To bi značilo, da su paleognati samo skupina u okviru neognata, a da neognata nisu zapravo monofilijska skupina, ne okupljaju sve potomke istih zajedničkih predaka. 
Karakteristika ptica letačica koje ih čine dobrim letačima je tijelo obraslo perjem, dobro razvijenim krila, pneumatične šupljikave kosti i snažno razvijena prsna kost s istaknutim grebenom (carina; otuda i carinatae. Lubanja letačica je neognatna.
Najsporija recentna letačica je američka šljuka (Scolopax minor), koja leti brzinom od samo 8 km/h (2,2 m/s), dok je najbrža sivi sokol (Falco peregrinus), najveća zabilježena brzina je 389 km/h.  

## Klasifikacija
Podrazred:
Galloanserae
red: 
Anseriformes,
Galliformes
Podrazred:
Neoaves:
Porodica:
Aegothelidae
Otididae
Scopidae
Red:
Apodiformes
Balaenicipitiformes
Caprimulgiformes
Charadriiformes
Ciconiiformes
Coliiformes
Columbiformes
Coraciiformes
Cuculiformes
Falconiformes
Galbuliformes
Gaviiformes
Gruiformes
Mesitornithiformes
Musophagiformes
Opisthocomiformes
Passeriformes
Pelecaniformes
Phoenicopteriformes
Piciformes
Podicipediformes
Procellariiformes
Psittaciformes
Sphenisciformes
Strigiformes
Trogoniformes
Turniciformes